# Diagonale du champ
 (juin 2020).
- Si vous ne connaissez pas le sujet, laissez ce bandeau (vous pouvez alors contacter les auteurs).
- Si vous supprimez le contenu mis en cause (vous pouvez préalablement contacter les auteurs),

argumentez précisément cette suppression dans la page de discussion
(un manque de référence n'est pas un argument ; une recherche réelle de référence doit avoir été effectuée, être formellement documentée).
Le champ d’un objectif d’appareil de prises de vues fixes ou animées est déterminé au sol par un trapèze[réf. nécessaire], dont la plus petite des bases parallèles est la largeur du photogramme sur la pellicule même (ou sur le capteur numérique) et la plus grande, la largeur du terrain vu par l’objectif aux limites de la netteté de l’image.
La diagonale du champ est l’une ou l’autre des deux diagonales de ce trapèze[réf. nécessaire].
Aussi bien en documentaire qu’en fiction, le cinéaste peut composer le cadrage d’un plan dans lequel un sujet se déplace, schématiquement selon trois possibilités qui apparaissent successivement dans l'histoire du cinéma :
- la prise de vues perpendiculaire au déplacement du sujet, dite frontale.
- la prise de vues dans l'axe du déplacement du sujet dans la profondeur de champ.
- la prise de vues où le déplacement du sujet s’effectue selon l’une ou l’autre des diagonales du champ.

Découverte dans les Chase films britanniques, ou films de poursuite, la diagonale du champ « permet d’allonger la trajectoire par rapport à l’objectif de la caméra, et d’augmenter la durée de la poursuite. »
« La profondeur de champ place le spectateur dans un rapport avec l'image plus proche de celui qu'il entretient avec la réalité. » « Le cinéaste va donner autant d’importance aux actions qui se déroulent en même temps, près ou loin de la caméra. Quand un cinéaste utilise la profondeur de champ, le plan est toujours un plan long, puisqu’il faut laisser au regard du spectateur le temps d’explorer l’espace dans sa profondeur. »
Ramenées au niveau pratique de la prise de vues au cinéma, les diagonales du champ sont déterminées par une ligne imaginaire entre le point d’entrée ou de sortie de champ au plus près de la caméra, aussi bien à droite qu’à gauche du cadre, et le point d’entrée ou de sortie de champ dans le lointain, cette fois aussi bien à gauche qu’à droite du cadre, avec ainsi une traversée du cadre de gauche à droite ou de droite à gauche. Par définition géométrique, chaque diagonale est plus longue que l’une ou l’autre des deux bases. Définition de diagonale dans le Larousse : « Segment de droite qui a pour extrémités deux sommets non consécutifs d'un polygone, ou deux sommets d'un polyèdre n'appartenant pas à la même face. » Le déplacement du sujet en diagonale du champ est la trajectoire la plus longue que le sujet peut emprunter par rapport au cadrage de la caméra.
Bien entendu, le réalisateur a la possibilité de mélanger les trois modes de déplacement des personnages dans ses prises de vues, et c’est en général la tendance dans le cinéma contemporain et le cinéma actuel, notamment à travers le plan-séquence.

## Historique

### Le cinéma primitif
Les trois façons de filmer ont été spontanément et séparément utilisées par les réalisateurs des débuts du cinéma.
En 1891, dès les premiers films du cinéma, William Kennedy Laurie Dickson cadre ses sujets frontalement, ce qui détermine un déplacement latéral des personnages dans tous ses films (baptisés ainsi par le producteur Thomas Edison qui détourne le mot anglais film pour désigner ses bobineaux de pellicule impressionnée). Ce déplacement s’explique par l’habitude toute photographique du cadrage en pied, et aussi par une relative exiguïté du premier studio de prises de vues du cinéma, le Black Maria, petit bâtiment léger en bois et papier goudronné, que l’on faisait pivoter sur un rail circulaire pour suivre la rotation du soleil. Les mouvements des personnages étaient limités par la surface du plateau, rectangulaire comme un plateau de scène, fermé en son fond par un revêtement noir mat, identique aux fonds utilisés par les photographes de portraits. « Cent quarante-huit films sont tournés entre 1890 et septembre 1895 par Dickson et William Heise. »
En 1895, la première fiction enregistrée sur pellicule photographique, L’Arroseur arrosé, une « vue comique » selon son réalisateur, Louis Lumière, est cadrée frontalement, selon la disposition du tuyau d’arrosage qui traverse l’écran de droite à gauche. La poursuite du chenapan par le jardinier arrosé se déroule selon cette disposition. Ce déplacement latéral avec une caméra filmant à 90°, est copié sur l’esthétique de la scène théâtrale et de son public, une règle que suivra plus tard  Georges Méliès, presque sans aucune exception.
« Trop enclins à donner aux frères Lumière la paternité d’une invention qui n’était pourtant pas la leur, les historiens et les critiques ont parfois manqué d’enthousiasme pour vanter le génie personnel de Louis Lumière. »
Effectivement, dans ses « vues photographiques animées », Louis Lumière adopte immédiatement ce que son expérience et son talent de photographe lui ont inspiré : le déplacement dans la diagonale du champ. 

### Les  Chase Films
L’utilisation de la diagonale du champ par Louis Lumière fait école chez les Britanniques, mais ils vont l’appliquer à la fiction. La différence est de taille, car, dans un documentaire, il vient facilement à l’idée du réalisateur qu’il lui faut placer sa caméra en dehors de la trajectoire du sujet filmé. C’est ainsi que lorsque Louis Lumière filme des Dragons traversant la Saône à cheval, ou La Promenade des autruches au Jardin des Plantes, tirant des landaus où sont assis des bambins, il est évident qu’il ne va pas s’installer en obstacle devant ses sujets. Il se place de ¾ face ou arrière, libérant l’espace et profitant d’une enfilade qui augmente en durée et en détails le spectacle, par rapport à une prise de vues qui se contenterait de filmer le passage du sujet, avec une entrée et une sortie de champ orthogonales, ce passage à 90° de l’axe d’une prise de vues fixe n’offrirait à la vue du spectateur qu’un bref et frustrant spectacle. Un panoramique qui suivrait le déplacement du sujet aurait amélioré la lisibilité de ce passage, mais au début du cinéma, les viseurs de caméra ne fonctionnaient qu’à l’arrêt de l’appareil, le cadre étant fait simplement par l’observation directe de la fenêtre de prise de vues devant laquelle l’opérateur disposait un fragment de pellicule voilée sur lequel l’image se formait, avant de charger la pellicule vierge une fois le cadrage déterminé. Mais actionner la manivelle tout en faisant pivoter la caméra sur son axe nécessitait au moins trois mains, il a fallu adapter les pieds de caméra à l’exécution de ces mouvements et attendre la mise au point d’un système de visée pendant les prises de vues. Aussi, jusqu’à ces inventions, seule la prise de vues d’un sujet en mouvement selon la diagonale du champ offrait un spectacle satisfaisant. « On voit souvent des opérateurs ayant à reproduire une maison, de se placer dans ce but bien en face de cette maison et arriver à une image uniforme, ennuyeuse, alors qu'en se plaçant de côté, on eût pu donner à l'œuvre un aspect plus attachant. »
En 1900, les cinéastes britanniques, en inventant le film de poursuite, les Chase Films, ont une démarche plus difficile que celle de Louis Lumière. Ils doivent oublier en même temps les traditions de la photographie et de la mise en scène théâtrale. Une poursuite nécessite de l’espace linéaire pour allonger sa durée, et la trajectoire des personnages selon la diagonale du champ s’impose, ainsi d’ailleurs que le découpage des scènes en plusieurs plans, afin de décrire une action unique se déroulant en plusieurs lieux.
Le premier exemple historique des Chase Films est tourné par un cinéaste de l’École de Brighton, James Bamforth, en 1900 : On se moque du jardinier (The Biter Bit ou A Joke on the Gardener), un remake de L’Arroseur arrosé. Le film de Louis Lumière, dès lors qu’il ne s’agit pas d’une vue documentaire mais d’une fiction, est composé à l’imitation d’une action identique jouée sur une scène de théâtre ou de music-hall, avec le déplacement des comédiens côte à côte de droite à gauche et vice-versa. James Bamforth, contrairement à ce principe théâtral, structure son film sur la diagonale du champ. D’abord, au lieu d’être disposé frontalement devant la caméra, le tuyau d’arrosage serpente en suivant une diagonale qui provient du hors-champ au bas droit du cadre filmé et rejoint le parterre de fleurs au centre du cadrage, là où le jardinier opère. Au fond, un second jardinier tond la pelouse, dont le rôle est d’étirer l’espace dans la profondeur de champ. Ensuite, le personnage du farceur, plutôt que de faire une entrée de champ au même niveau que le jardinier, débouche du hors-champ proche de la caméra et s’avance vers sa future victime selon l’autre diagonale, de gauche à droite. Observant le manège du travailleur, le farceur se retourne en s’esclaffant en direction de la caméra et prend à partie le public, ajoutant une autre dimension, celle du personnage par rapport aux spectateurs, une dimension qui est toujours le hors-champ dans l’axe de la caméra. La suite de la farce est connue. Mais quand le jardinier se lance à la poursuite du fautif, les deux hommes tournent autour d’un arbuste planté au centre du cadrage, puis le poursuivant réussit à attraper le plaisantin, le ramène vers le tuyau et le douche copieusement. L’arroseur arrosé revient en diagonale tout près la caméra et fait une sortie de champ piteuse à droite, tandis que le jardinier, qui ne décolère pas, sort à son tour du champ près de la caméra, par la gauche.
« La mise en scène en diagonale permet le redoublement de l’action qui nous apparaît alors plus riche, et surtout plus longue que la poursuite et la fessée de Louis Lumière. Et pourtant les deux films ont exactement la même durée. »
En 1903, deux Chase Films marquants utilisent la diagonale du champ. Tous deux sont des poursuites entre des délinquants et des policiers, et se signalent par la mort d’un poursuivant. Le premier, Audacieux cambriolage en plein jour (Daring Daylight Burglary) est réalisé par Frank Mottershaw et comprend dans ses 5 minutes une poursuite et une bagarre sur un toit, au cours desquelles un policier se tue en tombant. Ses collègues réussissent à arrêter le voleur après l’avoir poursuivi dans des lieux décrits selon la diagonale du champ, et après l’avoir manqué une première fois, quand il monte dans un train au départ. Rappelons que dans L’Arrivée d’un train en gare de La Ciotat, de Louis Lumière, on voit l’enfilade du quai, et l'errance totale des voyageurs et des familles sur le quai. « Cadrage soigneusement déterminé en fonction de données précises et connues (la trajectoire de la locomotive, le dessin du quai, la hauteur d'un homme moyen...) et l'incertitude complète du cinéaste en ce qui concerne le mouvement des voyageurs. ». Dans le film de Mottershaw, se déroule une action qui va devenir un standard de la mise en scène au cinéma : la course du poursuivi qui se hisse dans le train déjà au roulage, et l’arrivée des poursuivants, impuissants à retenir le convoi, qui voient leur proie leur échapper. Mais à la prochaine gare, aidé par un employé du chemin de fer, un autre policier, prévenu sans doute par télégraphe, ceinture le cambrioleur, roule avec lui sur le quai et lui passe les menottes, devant de vrais voyageurs qui regardent ce fait divers, incrédules, ne sachant pas qu’ils sont filmés.
Le second, Combat acharné de deux braconniers (Desperate Poaching Affray), réalisé par William Haggar, comprend non seulement des panoramiques qui suivent certaines phases de la poursuite de deux braconniers par des garde-chasses, mais de nombreux plans structurés sur le déplacement dans la diagonale du champ des personnages. « Le passage des comédiens en cadrages serrés, juste au moment où ils entrent dans le champ ou lorsqu’ils en sortent, permet de lire sur leur visage leur détermination, puis leur désespoir quand ils sont arrêtés. » L’efficacité dramatique des configurations de plans utilisées par W. Haggar a assuré le succès de ce film qui a influencé le film d’action américain et les films de poursuite comique — ou pas — du cinéma français, notamment chez Ferdinand Zecca et chez Alice Guy. La plupart du temps, l’accumulation drolatique des poursuivants est favorisée par l’utilisation de la diagonale du champ qui permet de montrer un par un le passage d’une série de personnages ridicules. Cette leçon sera même à la base du succès d’un certain Mack Sennett qui l’exportera aux États-Unis et en amplifiera la recette, créant ses fameuses « bandes de flics » Keystone Cops que devront fuir Roscoe Arbuckle puis Charles Chaplin et d’autres grands comiques.

### Cinéma muet
Dans le cinéma muet des années 1908-1928, l’utilisation de la diagonale du champ se répand très rapidement, mais se limite aux plans tournés en extérieurs naturels. La variété de décors offerte par la nature, par les villes aussi, et le déplacement nécessaire pour que l’équipe se rende d’un décor naturel à un autre, favorise le morcellement en plans, et ainsi l’émergence d’un langage original et spécifique au cinéma.
« Le morcellement des plans n’a pas d’autre but que d’analyser l’événement selon la logique matérielle ou dramatique de la scène. C’est sa logique qui rend cette analyse invisible, l’esprit du spectateur épouse naturellement les points de vue que lui propose le metteur-en-scène, parce qu’ils sont justifiés par la géographie de l’action ou le déplacement de l’intérêt dramatique. »
Mais lorsque les réalisateurs tournent en studio, leurs films présentent une paralysie de la caméra, imposée par les limites du décor artificiel construit sur le plateau. Le retour au déplacement des comédiens selon une trajectoire orthogonale par rapport à l’axe de prise de vues est systématique.
Marie-France Briselance et Jean-Claude Morin analysent en détail dans leur Grammaire du cinéma, comment, en 1915, un jeune réalisateur américain, Reginald Barker, et son producteur et coréalisateur, Thomas Harper Ince, tournent une séquence de leur film commun, Un lâche, en réussissant « une utilisation dramatique tout à fait novatrice de la diagonale du champ en studio, dramatique étant pris ici dans son sens originel de drama, action. Pendant la guerre de Sécession, un jeune homme du Sud refuse de s’enrôler dans l’armée, soutenu dans cette décision par sa mère. Son vieux père revient du bureau de recrutement où il a appris à sa grande honte que son fils lui a menti », et qu'il ne s'est pas engagé. Il va lui falloir surmonter la honte d’être le père d’un lâche en affrontant son fils et son épouse qui surprotège leur enfant. Arrivé dans le vaste vestibule de sa maison de maître, le vieil homme entre dans le champ par la droite et se dirige vers une porte située à gauche du cadrage. Dans cette traversée en diagonale du champ, « il tourne le dos au spectateur – ce qui renforce l’idée de sa honte – et se dirige vers le fond, les épaules basses. En s’éloignant dans la diagonale du champ, son image diminue, il rapetisse, ce qui souligne symboliquement l’idée de son déshonneur. » Le père désespéré ouvre la porte.
Dans le plan suivant, qui est pratiquement un contrechamp symétrique du champ précédent (la cloison de séparation des deux pièces étant l’axe de pivotement des deux champs), le vieil homme s’arrête avant de franchir le seuil. Cette fois, il est de face, au fond à droite. Son fils est effondré de chagrin, appuyé à une table à gauche du cadrage, proche de la caméra. Le père « regarde son fils et comme il se tient au second plan, il semble toujours aussi petit, comme déprécié. ». Le père s’avance vers son fils en suivant la diagonale du champ, sa taille grandit. Lorsqu’il rejoint son fils, les deux hommes s'affrontent du regard, ils sont face à face, le père a repris sa dimension normale. C'est alors qu'il sort une arme pour obliger son fils à aller s’enrôler. « Ce contrechamp, qu’on peut qualifier de psychologique, décrit symboliquement le retournement de l’état d’esprit du père et de la situation dramatique. » Le non-dit qui transparaît dans ce découpage utilisant un déplacement du personnage sur deux diagonales du champ, suffit au-delà de toute parole (qu’elle soit écrite sur un intertitre, ou, plus tard, après l’arrivée du cinéma sonore, qu’elle soit prononcée), pour nous indiquer avec précision l’état d’esprit d’un personnage.